# PR-52
Le Puerto Rico Highway 52 (ou PR-52) est une autoroute située à Porto Rico. Elle est longue de 108 kilomètres.

## Principales villes traversées
- San Juan (Porto Rico)
- Caguas (Porto Rico)
- Cayey (Porto Rico)
- Salinas (Porto Rico)
- Santa Isabel (Porto Rico)
- Juana Díaz (Porto Rico)
- Ponce (Porto Rico)